# How Kitchener Was Betrayed
How Kitchener Was Betrayed er en britisk stumfilm fra 1921 af Percy Nash.

## Medvirkende
- Fred Paul som Field Marshal Kitchener
- Winifred Evans som Elbie Böcker
- Bertram Burleigh som Mack
- Peggy Hathaway som Mrs. Mack
- Ion Swinley
- Wallace Bosco
- Frank Goldsmith